# Musaranya grimpadora
La musaranya grimpadora (Suncus megalura) és una espècie de mamífer de la família de les musaranyes (Soricidae). Viu a Angola, Benín, Burundi, Camerun, República Centreafricana, República del Congo, República Democràtica del Congo, Costa d'Ivori, Etiòpia, Ghana, Guinea, Kenya, Libèria, Malawi, Moçambic, Nigèria, Ruanda, Sierra Leone, el Sudan, Tanzània, Togo, Uganda, Zàmbia i Zimbàbue. El seu hàbitat natural són els boscos de plana humits tropicals o subtropicals, els montans humits tropicals o subtropicals i les sabanes humides.